# Полктон (Північна Кароліна)
Полктон (англ. Polkton) — місто (англ. town) в США, в окрузі Енсон штату Північна Кароліна. Населення — 2250 осіб (2020).

## Географія
Полктон розташований за координатами 35°0′14″ пн. ш. 80°11′47″ зх. д. / 35.00389° пн. ш. 80.19639° зх. д. (35.003870, -80.196263).  За даними Бюро перепису населення США в 2010 році місто мало площу 8,24 км², уся площа — суходіл.

## Демографія
Згідно з переписом 2010 року, у місті мешкало 3375 осіб у 441 домогосподарстві у складі 290 родин. Густота населення становила 410 осіб/км².  Було 516 помешкань (63/км²).
Расовий склад населення:
| - 61,0 % — чорних або афроамериканців - 33,7 % — білих - 1,6 % — корінних американців - 0,6 % — азіатів - 2,1 % — осіб інших рас |

До двох чи більше рас належало 0,9 %. Частка іспаномовних становила 8,2 % від усіх жителів.
За віковим діапазоном населення розподілялося таким чином: 10,3 % — особи молодші 18 років, 85,4 % — особи у віці 18—64 років, 4,3 % — особи у віці 65 років та старші. Медіана віку мешканця становила 34,5 року. На 100 осіб жіночої статі у місті припадало 420,8 чоловіків;  на 100 жінок у віці від 18 років та старших — 564,0 чоловіків також старших 18 років.
Середній дохід на одне домашнє господарство  становив 40 185 доларів США (медіана — 30 667), а середній дохід на одну сім'ю — 45 161 долар (медіана — 31 618). Медіана доходів становила 33 600 доларів для чоловіків та 26 125 доларів для жінок. За межею бідності перебувало 27,5 % осіб, у тому числі 32,0 % дітей у віці до 18 років та 8,5 % осіб у віці 65 років та старших.
Цивільне працевлаштоване населення становило 631 особа. Основні галузі зайнятості: освіта, охорона здоров'я та соціальна допомога — 26,3 %, виробництво — 20,3 %, науковці, спеціалісти, менеджери — 10,5 %, публічна адміністрація — 10,1 %.